# Hệ thống canh tác
Hệ thống canh tác (Farming system) là một phần của hệ thống nông nghiệp; bao gồm sự sắp xếp phối hợp rất năng động các hoạt động của nông hộ mà trong đó việc tận dụng các nguồn tài nguyên, yếu tố kinh tế - xã hội và tự nhiên phù hợp với mục tiêu, lợi nhuận và sở thích của nông hộ.

## Một số khái niệm khác
Hệ thống canh tác là những hoạt động của con người sử dụng các nguồn tài nguyên (về tự nhiên, kinh tế, xã hội...) trong một phạm vị nhất định để sản xuất ra nông sản đáp ứng nhu cầu của con người. Hệ thống canh tác bao gồm các hoạt động trồng trọt, chăn nuôi và thủy sản, phi nông nghiệp....
Hệ thống canh tác là một phức hợp của đất đai, cây trồng, vật nuôi, lao động và các nguồn lợi đặc trưng khác trong một ngoại cảnh mà nông hộ quản lý theo mục đích, năng lực có thể có. Nó bao gồm một tập hợp tương tác qua lại giữa hệ phụ: trồng trọt, chăn nuôi và hệ phi nông nghiệp của một nông hộ và có thể mở rộng cho một vùng sản xuất nông nghiệp.
Trong một hệ thống canh tác có thể tồn tại nhiều hệ thống thành phần (hệ thống phụ) như: hệ thống trồng trọt, hệ thống chăn nuôi, hệ thống thủy sản, hệ thống tích hợp, hệ thống chế biến, hệ thống tiếp cận thi trường, hệ thống kinh tế... tất cả đều được bố trí một cách có hệ thống, ổn định phù hợp với mục đích của từng trang trại, vùng nông nghiệp.

## Một số hệ thống canh tác
- Hệ thống canh tác VAC (Vườn - Ao - Chuồng). Đây là một hệ thống thâm canh sinh học cao, trong đó các hoạt động trồng trọt, nuôi trồng thủy sản, chăn nuôi gia súc gia cầm là những hoạt động chính và có những mối quan hệ mật thiết, khăng khít nhau; giúp sử dụng hợp lý các nguồn tài nguyên (đất đai, nước, năng lượng mặt trời...) để đạt tới hiệu quả kinh tế, xã hội và môi trường.[2]
- Hệ thống canh tác: lúa - Cá; vịt - Cá; Vịt - lúa..
- Hệ thống canh tác cây lâu năm
- Hệ thống canh tác du canh
- Hệ thống canh tác bỏ hóa
- Hệ thống canh tác cây lâu năm
- Hệ thống canh tác cố định trên đất cao